# Flanagan (film)
Flanagan is een film uit 1975 van de Nederlandse regisseur Adriaan Ditvoorst met in de hoofdrollen Guido de Moor, Eric Schneider en Anne-Wil Blankers. Het scenario is gebaseerd op de roman, Flanagan of de dood van het beest (1970) van Tim Krabbé.
Ditvoorst had in 1968 zijn debuut gemaakt met de speelfilm Paranoia. Deze flopte echter in de bioscopen en Ditvoorst kreeg lange tijd geen financiering voor een tweede film. Pas in 1975 lukte het hem om Flanagan te maken. In tegenstelling tot zijn eerdere, meer absurde en surrealistische films, koos hij met Flanagan voor een simpel en gemakkelijk te volgen verhaal. Desondanks werd ook deze film geen commercieel succes.

## Verhaal
Na acht jaar in de gevangenis te hebben gezeten wegens een gewapende bankoverval komt Paul Flanagan vrij. Het enige wat hij nog wil is wraak. De bankoverval had hij indertijd samen met halfbroer Peter Babel en zijn vriendin Cathy gepland en uitgevoerd. Uiteindelijk hadden Peter en Cathy hem voor de overval laten opdraaien. Het geld (600.000 gulden) hadden ze ingepikt en ze lieten Flanagan aan zijn lot over. Als hij Cathy confronteert met de zaak, zegt ze dat Peter het geld heeft verbrand uit angst om gearresteerd te worden. Paul gelooft haar niet, maar heeft vervolgens wel seks met het meisje, voordat hij haar laat zitten en op zoek gaat naar Peter. Hij legt het aan met Lilly, het dienstmeisje van de familie Babel. Via haar weet hij het huis binnen te dringen. Flanagan terroriseert de gezinsleden en dreigt Peter aan te geven bij de politie. Als dat niet helpt, ontvoert hij het zoontje van Peter. De zes ton worden aan Flanagan gegeven in ruil voor het kind, maar het is niet genoeg. Flanagan heeft seks met Dorna, de vrouw van Peter, verraadt Cathy aan de politie en dwingt Peter om zich aan te geven. Net als Flanagan van zijn geslaagde wraak wil genieten wordt hij doodgeschoten door Vera Babel, de moeder van Peter. Zij kan de schande die Flanagan over haar eerbiedwaardige familie heeft gebracht niet langer verdragen.

## Rolverdeling
| Acteur                 | Personage       |
| ---------------------- | --------------- |
| Anne-Wil Blankers      | Dorna Babel     |
| Michiel Cornelisse     | Hansje Babel    |
| Hans Croiset           | Theo Speer      |
| Coen Flink             | Augustus Babel  |
| Josephine van Gasteren | Vera Babel      |
| Petra Laseur           | Cathy Poelaert  |
| Guido de Moor          | Paul Flanagan   |
| Josée Ruiter           | Lili            |
| Liane Saalborn         | vrouw op straat |
| Eric Schneider         | Peter Babel     |
| Julien Schoenaerts     | Maurice         |

## Productie
De film werd opgenomen op diverse locaties in België en Nederland; onder andere Slot Zuylen, Kasteel oud Wassenaar, Landgoed Elswout, Hotel Americain en warenhuis De Bijenkorf. Componist Jurrien Andriessen maakte gebruik van het  'Concerto-Rondo Krakowiak' van Frédéric Chopin.
1896-1909 · 1910-19 · 1920-29 · 1930-39 · 1940-49 · 1950-59 · 1960-69 · 1970-79 · 1980-89 · 1990-99 · 2000-09 · 2010-19
· 2020-29